# (37132) 2000 VB30
2000 VB30 (asteroide 37132) é um asteroide da cintura principal. Possui uma excentricidade de 0.09703570 e uma inclinação de 10.04305º.
Este asteroide foi descoberto no dia 1 de novembro de 2000 por LINEAR em Socorro.